# Sternwarte Tübingen

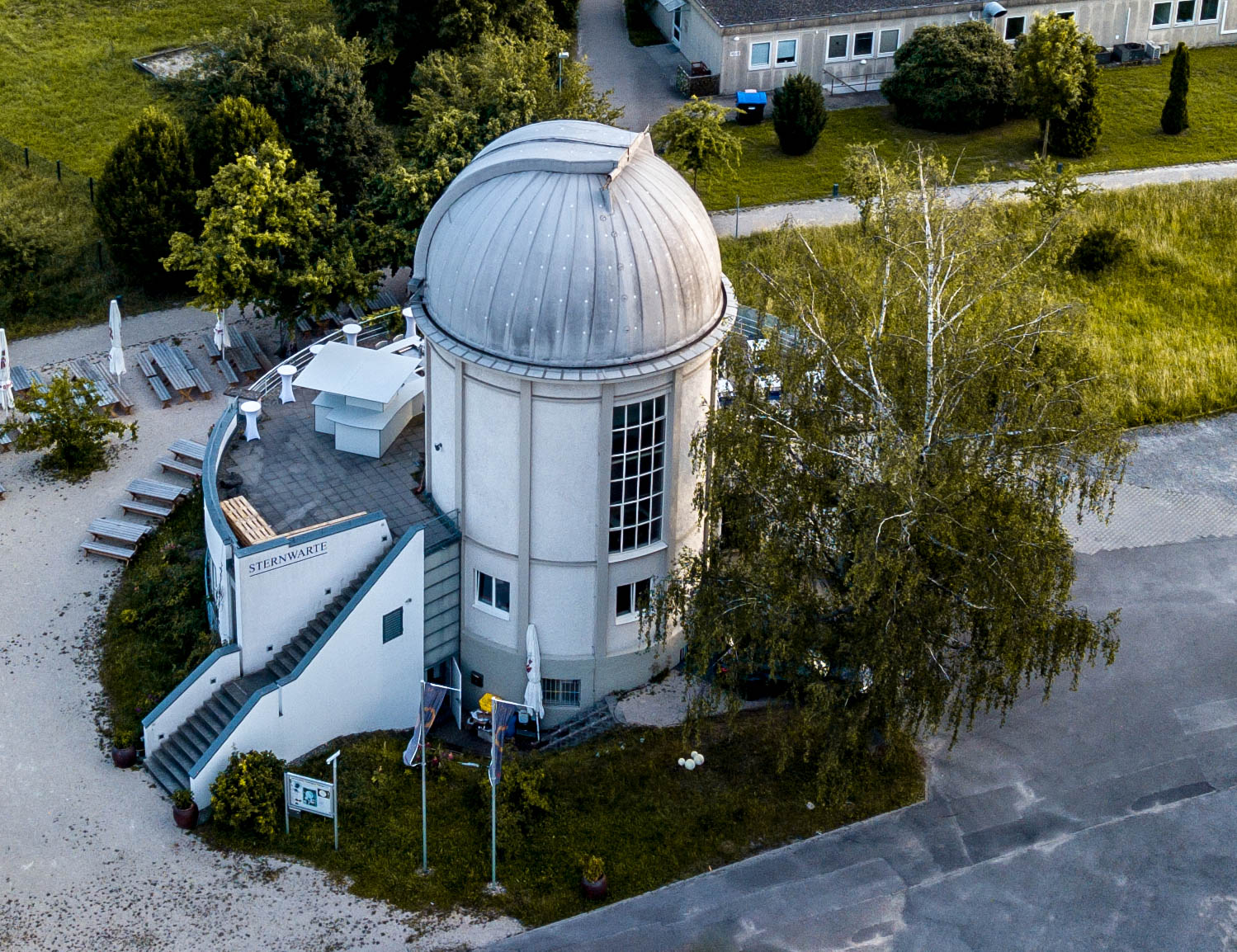
Sternwarte Tübingen (Juni 2018)

Die heutige Volkssternwarte Tübingen ist eine von der Stadt Tübingen unterhaltene Sternwarte, die früher ein bedeutendes Forschungsinstitut der Eberhard Karls Universität Tübingen war. Sie befindet sich auf der Waldhäuser Höhe neben dem Gebäude des heutigen Technologieparks Tübingen-Reutlingen.

## Geschichte
Die Tübinger Geschichte zu Astronomie und Sternwarte reicht weit zurück. Frühere Wissenschaftler und Observatorien lieferten wesentliche Forschungsbeiträge, unter anderem in Optik und Instrumentenbau, in der Zeitbestimmung und der Photometrie.

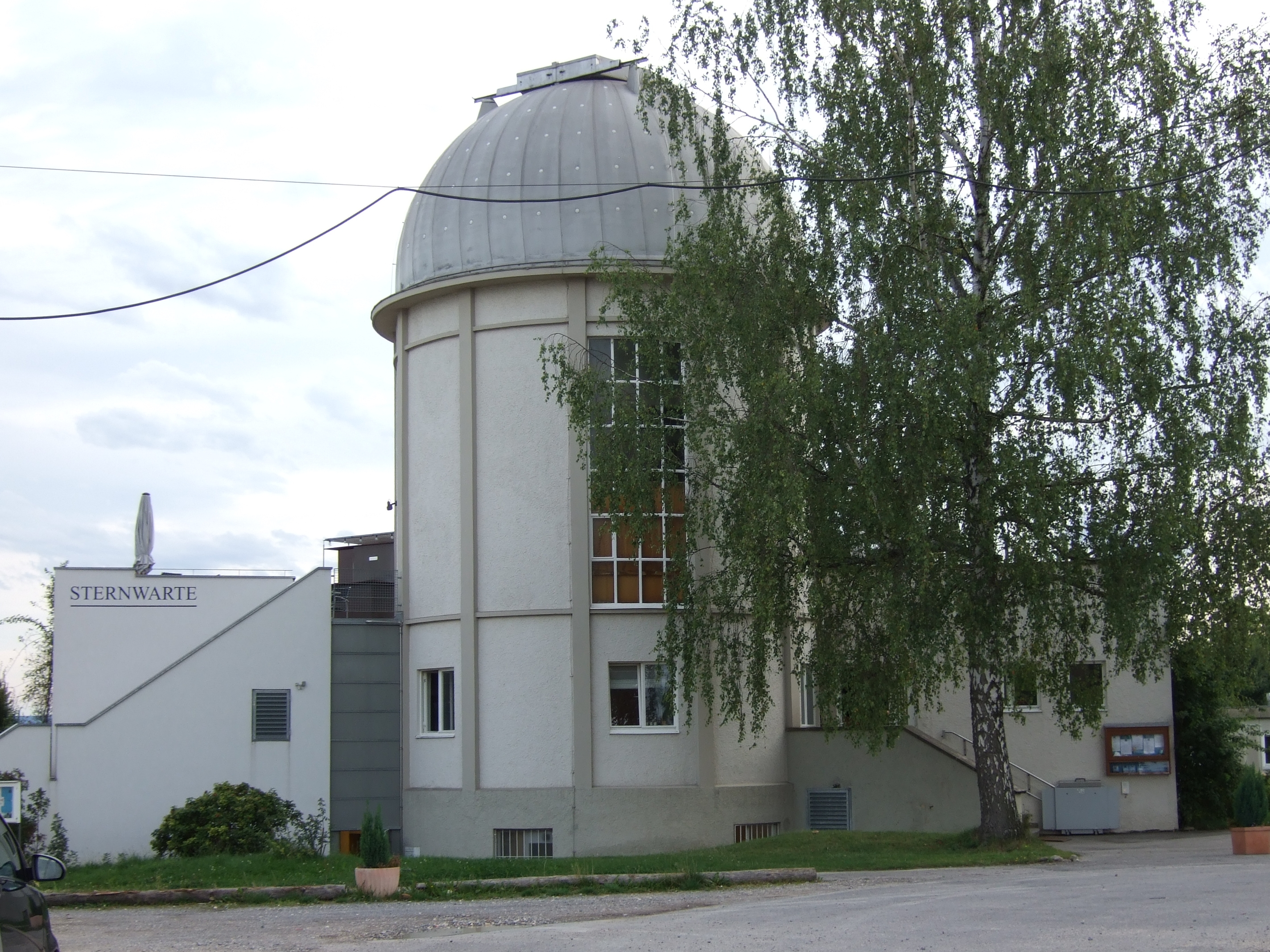
Restauranteingang

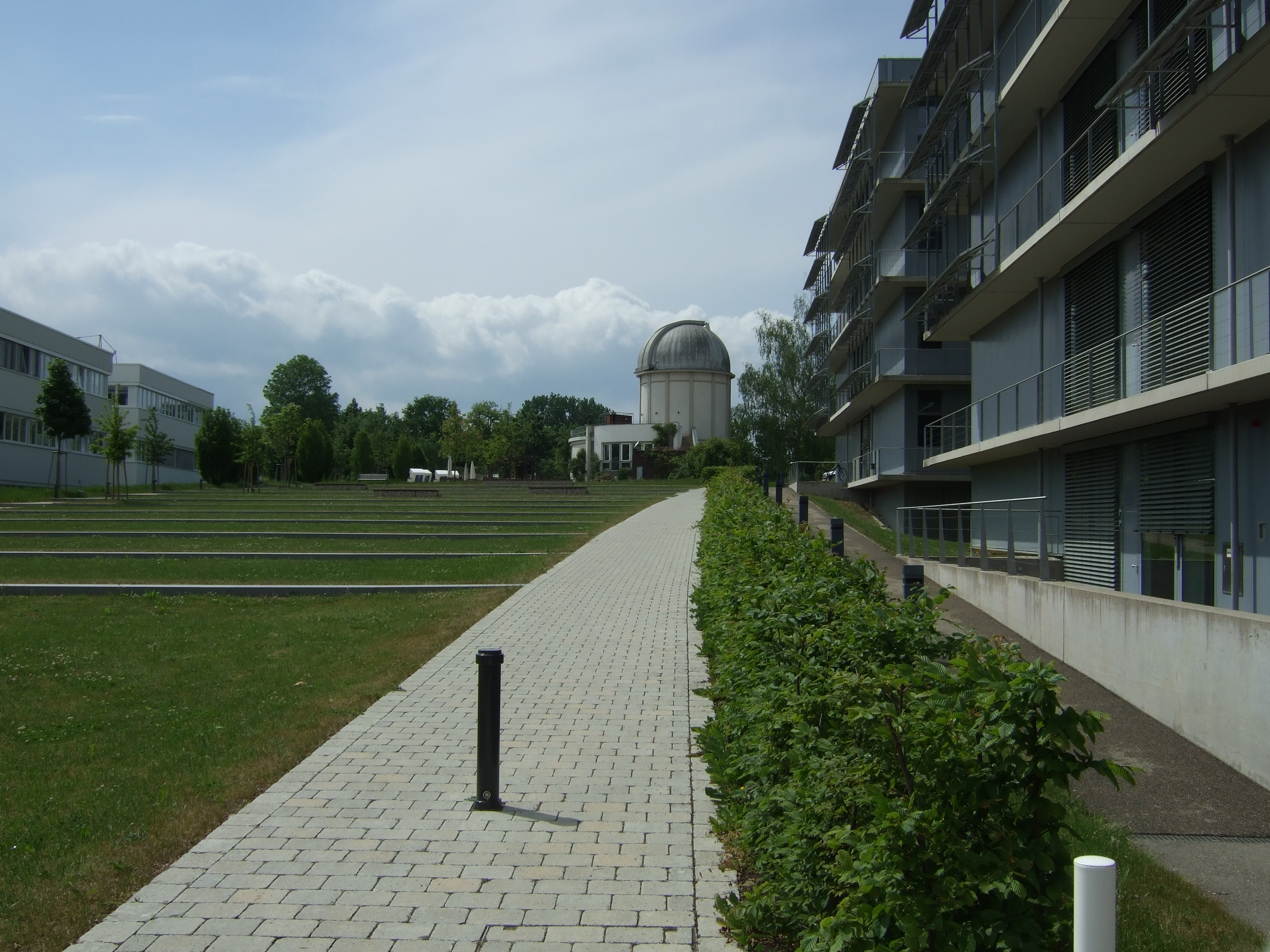
Sternwarte Tübingen mit Biotechnologiepark

1507 wurde der gelehrte Pfarrer und Instrumentenbauer Johannes Stöffler von Herzog Ulrich von Württemberg als erster Astronomielehrer an die Landesuniversität Tübingen berufen. Stöffler wurde durch seine astronomisch berechneten Kalender und Tabellen, Uhren und Himmelsgloben weithin bekannt, die u. a. von Nikolaus Kopernikus genutzt wurden. 1511 baute Stöffler eine astronomische Uhr für das Tübinger Rathaus.
In den Folgejahren wirkten bekannte Gelehrte auf dem Gebiet der Astronomie in Tübingen, darunter Philipp Imsser aus Straßburg, Philipp Apian aus Ingolstadt, Samuel Eisenmenger (genannt Siderocrates) aus Bretten und Michael Mästlin aus Göppingen. Mit Mästlins Unterstützung wurde 1596 das erste Werk „Mysterium Cosmographicum“ seines Schülers Johannes Keplers in Tübingen gedruckt. Der Dachboden der Tübinger Stiftskirche dient Mästlin als eine Art Lochkamera – durch kleine Löcher in den Dachziegeln fiel das Licht von Sonne und Mond auf den Boden und wurde vergrößert abgebildet. 1631 wurde Wilhelm Schickard, Universalgelehrter, Erfinder und Erbauer der ersten Rechenmaschine, zum Professor der Astronomie ernannt.
1752 wurde auf dem Nord-Ost-Turm des Tübinger Schlosses eine Universitätssternwarte eingerichtet, allerdings ohne ausreichende Fundierung des Teleskop-Pfeilers. Erster Direktor war Georg Wolfgang Krafft, der vorher in Sankt Petersburg lehrte. Die Sternwarte verfügte über einen Quadranten des Pariser Herstellers Langlois, eine Pendeluhr und ein 16 Fuß (ca. 5 m) langes Linsenfernrohr. Seinerzeit rühmte sich die Tübinger Sternwarte als eine der besten Deutschlands. Als Johann Kies, bis dahin an der Berliner Sternwarte tätig, die Professur übernahm, beurteilte er allerdings die Ausstattung und die Gebäude als schlecht und unzureichend und erbat einen Neubau.
Unter seinem Nachfolger, Christoph Friedrich Pfleiderer, wurde die Sternwarte 1785 erneuert und verbessert. Ab 1795 arbeitete der Theologe Johann Gottlieb Bohnenberger erfolgreich als Beobachter an der Sternwarte, später übernahm er den Lehrstuhl für Mathematik und Physik. Er verfasste wichtige Lehrbücher und konstruierte zahlreiche Geräte. Im Garten des Schlosses ließ er eine Beobachtungskuppel mit drehbarem Dach errichten. 1816 gründete er gemeinsam mit dem Gothaer Astronomen Lindenau die erste Astronomische Fachzeitschrift. Darüber hinaus führte er die wissenschaftliche Vermessung Württembergs durch, wobei die Sternwarte den Nullpunkt bildete.
1833 übernahm Johann Gottlieb Nörrenberg die Professur für Mathematik, Physik und Astronomie und befasste sich u. a. mit der Entwicklung und Verbesserung optischer Geräte. In dieser Zeit wurde die Sternwarte umgebaut und ein Refraktor mit 15 cm Öffnung und 2,5 m Brennweite aus der Werkstatt von Joseph von Fraunhofer angeschafft. 1852 wurde Julius Zech Professor für Mathematik und Direktor der Sternwarte. Er beschäftigt sich hauptsächlich mit theoretischer Himmelsmechanik. Von 1865 bis 1888 diente die Sternwarte fast nur noch zu Demonstrationszwecken im Rahmen der Vorlesung über Astronomie.
Von 1912 war der Physiker Hans Rosenberg Leiter der nunmehr veralteten Sternwarte. Er richtete sich auf seinem Haus am Österberg eine Privatsternwarte ein, die aus einer 4,3 m großen Beobachtungskuppel bestand und mit einem Apochromaten von 13 cm Öffnung und 2,4 m Brennweite ausgestattet war. Rosenberg bestimmte dort die Albedo des Mondes und entwickelte neue Methoden zur Messung von Sternhelligkeiten. 1926 ging er nach Kiel, wurde jedoch in der Zeit des Dritten Reiches zur Emigration gezwungen. 1925 verkaufte er die Kuppel und ihre Ausstattung an die Universität in Kiel, wo er ab 1926 arbeitete. Den Refraktor, die Riefler-Uhr und einige kleinere Instrumente verkaufte er an die Universität Tübingen für die ebenfalls auf dem Österberg geplante Kepler-Sternwarte. Seine Sternwarte wurde später abgerissen, der Verbleib der Instrumente ist ungeklärt – möglicherweise befinden sie sich noch im Besitz der Universität Tübingen.
Anlässlich des 400. Todestags von Johannes Kepler wurde 1930 der Bau einer neuen Sternwarte geplant, wobei ein Grundstück auf dem Österberg erworben und Spenden gesammelt wurden. Aufgrund der Weltwirtschaftskrise wurde das Vorhaben allerdings nie ausgeführt.
Nach der Machtübernahme durch die Nationalsozialisten wurde der Tübinger Physiker Hans Bethe aufgrund seiner jüdischen Abstammung 1933 zur Emigration in die USA gezwungen. Dort entwickelt er die Theorie der Kernfusion im Innern von Sternen, wofür er später den Nobelpreis erhielt. 1934 wurde in Tübingen zwar ein Lehrstuhl für Astronomie eingerichtet, aber nicht besetzt.
1949 übernahm der aus Jena kommende Heinrich Friedrich Siedentopf den Lehrstuhl und betrieb den Aufbau einer astrophysikalischen Forschung. 1956 wurde eine neue Sternwarte auf der Waldhäuser Höhe in Betrieb genommen. Hauptinstrument war ein 30-cm-Refraktor mit 5 m Brennweite, der bereits 1924 von der Firma Carl Zeiss konstruiert worden war.
Unter der Leitung von Siedentopfs Nachfolger, Joachim Trümper, beteiligt sich Tübingen ab 1971 an wichtigen Projekten der Röntgenastronomie.
1972 wurde die Astronomische Vereinigung Tübingen e. V. gegründet – maßgeblich ein Verdienst des Astrophysikers Kurt Walter. Ziel war die Organisation von öffentlichen Himmelsbeobachtungen an der Sternwarte sowie die Förderung der astronomischen Allgemeinbildung.
Unter Michael Grewing, ab 1977 Direktor des astronomischen Instituts, wurde die Forschung auf dem Gebiet des ultravioletten Spektralbereiches ausgeweitet. Seither sind die Tübinger Wissenschaftler an Projekten wie ORFEUS, MIR-HEXE und Hipparcos beteiligt.
2003 gab das astronomische Institut die Sternwarte auf, da andernorts eine Forschungssternwarte errichtet wurde. Die Sternwarte wurde von der Stadt Tübingen erworben. Sie ist heute Teil des Technologieparks Tübingen-Reutlingen.
Die Astronomische Vereinigung Tübingen bietet regelmäßig öffentliche Himmelsbeobachtung und astronomische Vorträge an der Sternwarte an.

## Instrumente
Hauptinstrument ist nach wie vor der 30-cm-Refraktor (Achromat) mit 5 m Brennweite. Das Instrument war 1924 vom Geheimrat und Nobelpreisträger Carl Bosch zum Preis von 63.440 Goldmark bei der Jenaer Firma Carl Zeiss in Auftrag gegeben worden. Das Gerät wurde 1925 ausgeliefert und stand in Boschs Heidelberger Privatsternwarte. Anfang der 1950er Jahre wurde es feierlich an Tübingen übergeben. Seit 1973 wird es von der Astronomischen Vereinigung Tübingen bei öffentlichen Führungen eingesetzt.

## Sonstiges
Das Gebäude wurde im Jahr 2004 im Auftrag der Stadt Tübingen durch das Tübinger Architektenbüro Häfele–Architekten BdA umgebaut, sodass ein Großteil der Räumlichkeiten als Restaurant genutzt werden kann. Das Restaurant »Sternwarte« gab den Betrieb allerdings im Herbst 2016 auf. Ein neuer Pächter eröffnete das Restaurant unter dem Namen »Quartier an der Sternwarte« mit einem anderen Konzept 2017 wieder.
Durch eine im Jahr 2009 angelegte kleine Parkanlage verläuft, am Biotechnologiezentrum vorbei, ein Fußweg. Entlang dieses Weges sind im Boden in Relation zueinander die Planetenumlaufbahnen markiert. Dazu befindet sich in der Parkanlage, im Boden eingelassen, kreisförmig eine „lebende analemmatische Sonnenuhr“. Wenn man sich an den für die Jahreszeit richtigen und gekennzeichneten Punkt stellt, lässt sich am Schattenwurf des Körpers die Uhrzeit ablesen (sowohl in MEZ als auch WOZ).